# Val d'Orbia
Val d'Orbia (meglio dire, in base alla letteratura val d'Urbia o Valdorbia) è una località classica della paleontologia del Giurassico, conosciuta fin dall'800 (Zittel, Bonarelli). La vallata del fiume Sentino in cui affiora la successione calcarea di origine marina è stata oggetto di un capitolo nella Guida Geologica Regionale a cura della Società geologica italiana (Appennino umbro-marchigiano). Si tratta di una bella pila di strati appartenenti alle unità litostratigrafiche: "Corniola", "Unità calcarea-marnosa del Sentino"(parzialmente equivalente alle Marne di Monte Serrone), "Rosso Ammonitico", "Calcari a Posidonia". La successione è, probabilmente la migliore dell'Appennino umbro-marchigiano per la conservazione degli strati , per l'assetto suborizzontale e per l'abbondanza di fossili guida (ammoniti) e livelli fossiliferi. Sono ben documentati i piani: Pliensbachiano inferiore (Domeriano), Toarciano e Aaleniano. Per una buona rappresentazione grafica della sequenza vedere anche il libro : "Ammoniti, un viaggio geologico delle montagne appenniniche" del 2010; qui è figurata la sequenza con gli ammoniti caratteristici.